# ARIANE
program Ariane (ang. Programme of Support, including translations, in the field of books ang reading) – Promowanie czytelnictwa łącznie z tłumaczeniami jest programem Unii Europejskiej z dziedziny polityki kulturalnej. Podstawą do jego wdrożenia była Decyzja Parlamentu Europejskiego i Rady z 6 października 1997 r. ustanawiająca go, na okres od 1 stycznia 1997 r. do 31 grudnia 1998 r. Miał na celu wspieranie działalności w dziedzinie książki i czytelnictwa, w tym tłumaczeń literatury europejskiej (przede wszystkim na języki państw członkowskich i stowarzyszonych) oraz rozpowszechnianie dzieł literackich poprzez ich publikację i udostępnianie publiczności.
Zadania programu:
- popieranie i promowanie literatury europejskiej,
- popieranie i promowanie twórców i organizacji podejmujących inicjatywy w tym zakresie,
- wspieranie i tworzenie sieci instytucji kulturalnych oraz bibliotek,
- zachęcanie do współpracy pomiędzy państwami członkowskimi w dziedzinie książki i czytelnictwa,
- popieranie i uzupełnianie działań w tej dziedzinie, które służą rozkwitowi kultur w poszanowaniu różnic narodowych i regionalnych,
- poszerzenie znajomości i szersze rozpowszechnianie twórczości literackiej a także historii narodów Europy,
- szeroki dostęp obywateli Europy do literatury,
- wspieranie tłumaczeń dzieł literackich, teatralnych oraz z dziedzin pokrewnych,
- wspieranie projektów współpracy w dziedzinie książki i czytelnictwa zrealizowanych w formie partnerstwa oraz kształcenie osób zajmujących się zawodowo tą dziedziną.

Program miał również na celu udzielanie wsparcia finansowego dla dziedziny tłumaczeń. W ramach programu wyróżniono trzy akcje:
- pomoc na rzecz tłumaczeń XX-wiecznych dzieł literackich wysokiej jakości,
- pomoc na rzecz tłumaczenia utworów teatralnych
- pomoc finansowa przyznana na rzecz dzieł oraz prac badawczych.

Ariane ten wspierał finansowo również nagrodę za twórczość literacką i za przekład, funkcjonującą pod nazwą Aristeion.
Wspieranie literatury europejskiej jest jednym z celów Unii Europejskiej gwarantowanych w traktacie z Maastricht.